# Kościół św. Karola Boromeusza w Staniszczach Wielkich
Kościół pw. św. Karola Boromeusza – rzymskokatolicki, zabytkowy kościół parafialny położony w Staniszczach Wielkich (gmina Kolonowskie, powiat strzelecki, województwo opolskie). Należy do parafii św. Karola Boromeusza w Staniszczach Wielkich, w dekanacie Zawadzkie w diecezji opolskiej.

## Historia

### Kościół drewniany
Od początków swego istnienia miejscowość Staniszcze Wielkie należała do istniejącej już w średniowieczu parafii w Szczedrzyku, jednej z najstarszych okolicznych osad. Przez długi czas miejscowa ludność uczęszczała na msze w kościele filialnym w Krasiejowie, zaś lokalne świątynie również miały charakter filialny aż do 6 marca 1867 r., kiedy to wydzielono obecną parafię w Staniszczach oraz parafię w Krasiejowie.

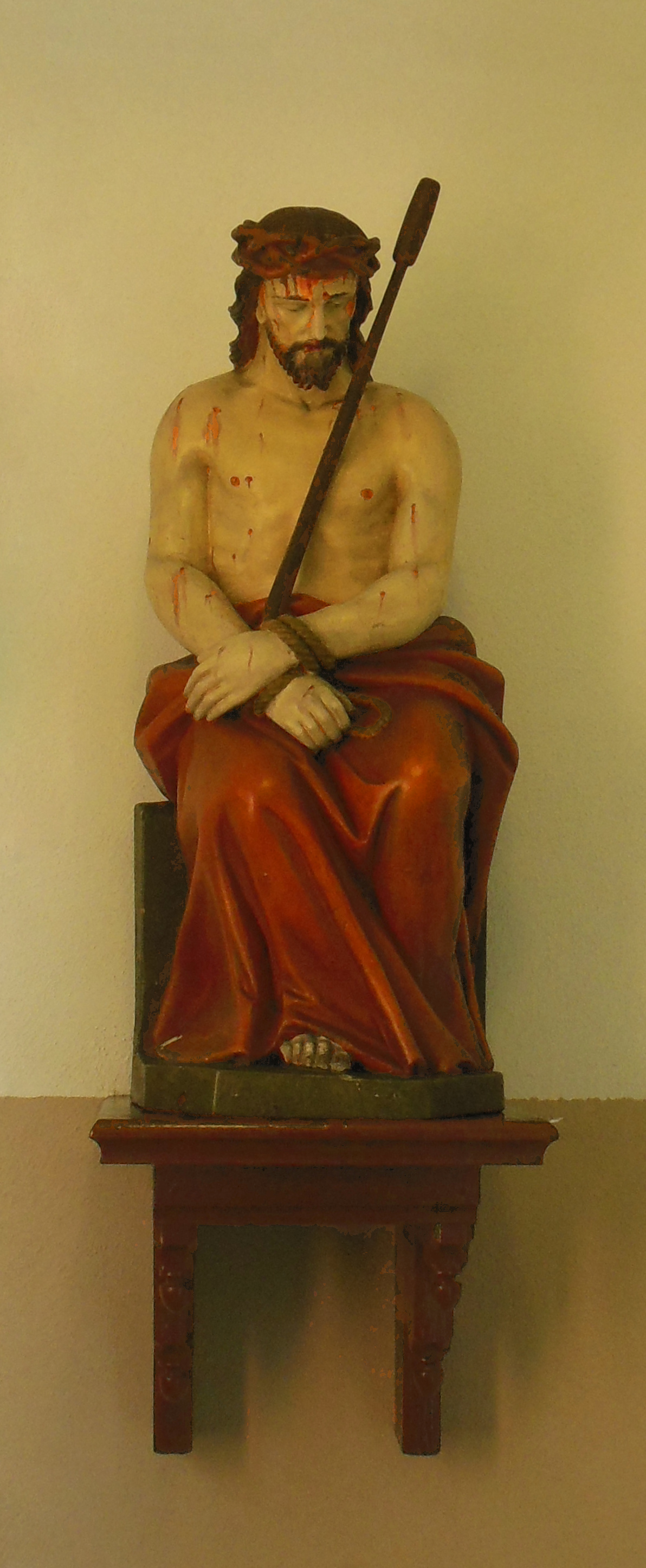
Ocalała z pożaru Figura Chrystusa Frasobliwego

Pierwszym obiektem sakralnym na terenie miejscowości była kapliczka przy zameczku myśliwskim (pochodzącym z 1674 r. wg inskrypcji znalezionej na belkach sufitowych), ufundowana w 1753 roku przez jego właściciela, hrabiego Norberta Colonnę, który realizując tym samym testament swego ojca, wystarał się zarówno o fundusze w wysokości 2 tys. guldenów, jak i o wstępne zezwolenie króla Fryderyka II udzielone 11 listopada 1754 r. Kaplica mimo iż była jednym z bardziej okazałych pomieszczeń zamku, mieściła jedynie do dwudziestu osób, a choć odprawiano w niej niedzielną Eucharystię, sakramentów wciąż udzielano w kościele parafialnym w Szczedrzyku. Kaplica już wówczas była pod wezwaniem św. Karola Boromeusza, mediolańskiego kardynała, z rodzinny spowinowaconej z włoską gałęzią rodu Colonnów.
W związku z napływem ludności (związanym z rozwojem hutnictwa), ówczesny hrabia Filip Colonna w 1798 roku rozbudował kaplicę w kościół, darowując mu jednocześnie nieistniejące już dziś relikwie Świętego Krzyża. Dziedziczący okoliczne dobra hrabia Andrzej Renard umożliwił w latach 1838-1841 przebudowę dawnego zameczku myśliwskiego i powiększenie kościoła (prezbiterium długości 9,9 m, nawa długości 11,6 m, szerokości 12,45 m, wysokości 3,32 m). W roku 1839 przyznano świątyni charakter lokalii, zaś w 1857 – kuracji. Dalsze rozbudowy, m.in. o piętnastometrową wieżę z dzwonem odlanym w 1736 r., małą wieżyczkę sygnalizacyjną i nowy, podwyższony dach, miały miejsce do 1877 roku.
Kościół, wraz z kilkoma okolicznymi domami, spłonął 23 czerwca 1881 roku, ok. godziny 9.30. Parafianom udało się ocalić z pożaru figurę Chrystusa Frasobliwego, tablicę z przykazaniami oraz stary ołtarz. Do czasu budowy nowej świątyni msze odprawiano na wolnym powietrzu, w budynku szkoły oraz prowizorycznej kaplicy cmentarnej. 

### Kościół murowany

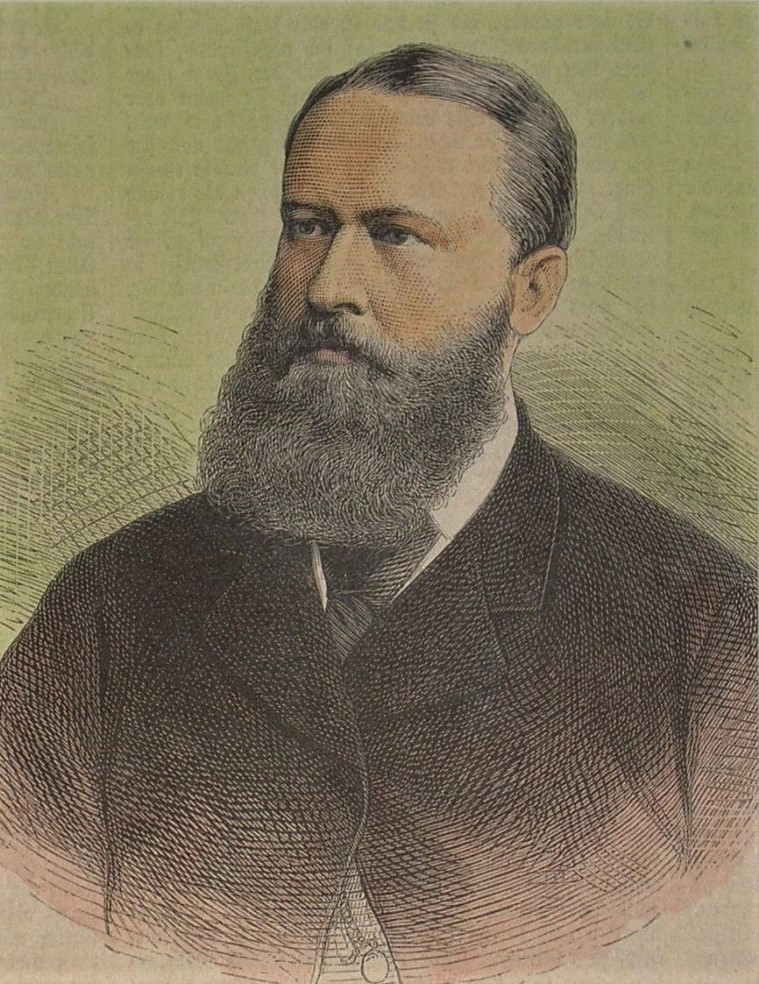
Otto zu Stolberg-Wernigerode - fundator budowy kościoła

Budowę obecnego, murowanego kościoła w stylu neogotyckim rozpoczęto w roku 1882, niemal 200 metrów od dawnej świątyni przy starym cmentarzu i plebanii, na ziemiach podarowanych przez Andrzeja i Jana Renardów. Po dwumiesięcznych badaniach gruntu konieczne okazało się wzmocnienie fundamentów siedemdziesięciotonowymi słupami z szyn kolejowych. Pierwotnie budowa postępowała powoli w związku z małymi datkami, również ucierpiałych w pożarze parafian. Dzięki staraniom ówczesnego proboszcza Juliusza Nowaka, budowa świątyni wg planów architekta Wenzla z Monachium i pod kierownictwem parafianina Fuhrmanna zyskała fundatorów, w tym grupę emigrantów ze Stanów Zjednoczonych jak i ówczesnego właściciela okolicznych terenów, księcia Ottona zu Stolberg-Wernigerode, który pokrył 2/3 wydatków na budowę, w tym materiały budowlane zgromadzone pierwotnie na budowę zamku myśliwskiego. 17 maja 1883 r. dwaj księża: Czekalla z Krasiejowa i Szaffranek z Dobrodzienia, zastępujący zmarłego proboszcza, poświęcili kamień węgielny pod budowę świątyni. Wybudowany w stanie surowym kościół poświęcił 20 października 1884 roku opolski dziekan ks. W. Porsh (aż do 1926 r. parafia należała do dekanatu opolskiego). Był to jeden z pierwszych, wiejskich kościołów murowanych w regionie.
W kolejnych latach prowadzono prace wykończeniowe, dach pokryto łupkiem, zakupiono za 1354 marki nieistniejące dziś dzwony z odlewni Geittner z Wrocławia (św. Karol, św. Urban, św. Antoni o wadze odpowiednio: 213, 109 i 67 kg). W głównym ołtarzu umieszczono portret patrona św. Karola Boromeusza, namalowany przez Ferdynanda Winter z Wrocławia. Na ścianach kościoła umieszczono obrazy stacji drogi krzyżowej autorstwa Maksymiliana Berz z Monachium, wymienione w 1968 r. i przekazane parafii w Szymiszowie. W 1887 r. powstała kościelna zakrystia. Dzwony kościoła wykorzystane na cele wojenne, uzupełniono w 1920 roku o trzy nowe (św. Józef, Ave Maria, Serce Jezusa, o wagach odpowiednio: 596, 214, 122 kg).
W latach międzywojennych wymieniono posadzkę, zamontowano kasetonowy sufit, przeprowadzono remonty ołtarzy, drogi krzyżowej, ambony, organów, dachu i filarów. W roku 1929 założono ponadto instalacje elektryczną, zaś trzynaście lat później również centralne ogrzewanie. W czasie wojny, niedawno zakupione dzwony zostały ponownie zabrane na cele wojskowe, lecz udało się je uzupełnić w następnych latach staraniem pracowników huty w Ozimku i parafian gromadzących potrzebne materiały. Dzwony te stanowią bliźniaczy odpowiednik znajdujących się obecnie w kościele w Szczedrzyku (św. Karol, św. Florian, Serce Maryi, o wagach: 734, 404 i 303 kg). Poświęcono je w marcu roku 1972, kiedy to miał miejsce również remont kościelnych wież i poszycia dachu oraz wykonanie nowego ołtarza i ambonki ołtarzowej, autorstwa Franciszka Masorza w zgodzie z zaleceniami soborowymi.

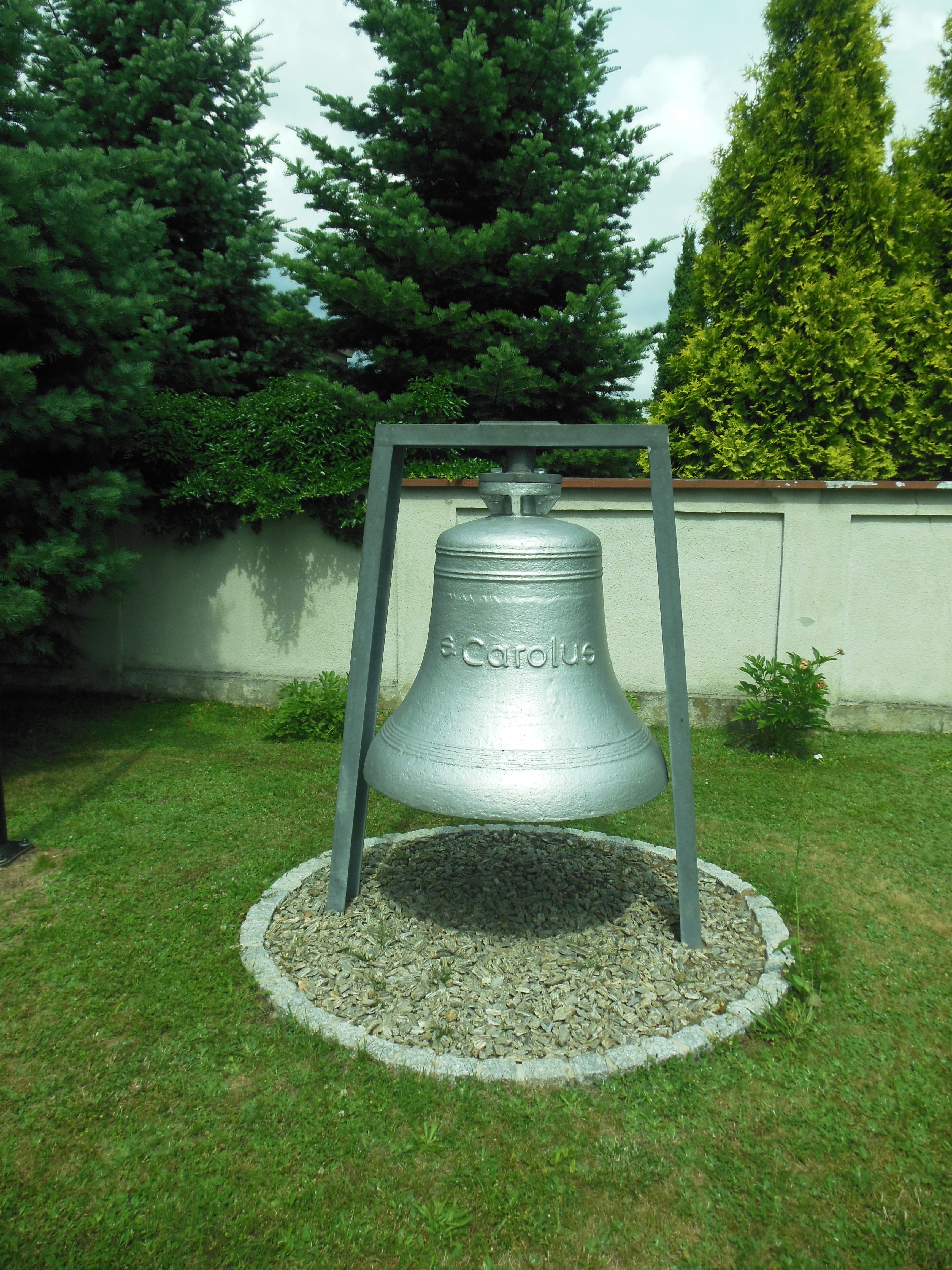
Zastąpiony w 1993 roku dzwon „św. Karol”

 Dnia 2 sierpnia 1977 roku dzięki szczęśliwej interwencji ówczesnego kościelnego udało się powstrzymać w zarodku pożar chóru, lecz już siedem lat później miejsce miał szybko ugaszony pożar kotłowni o niewyjaśnionej genezie. Wskutek pożaru konieczny okazał się jednakże remont samej kotłowni jak i wnętrza kościoła, przeprowadzony tegoż samego roku. Do lat dwutysięcznych przeprowadzano dalsze remonty organów i wieży, zaś w roku 1992 wymieniono dzwon „św. Karol”.
W 2010 roku świątynia została wpisana do Rejestru Zabytków pod numerem A-125/2010.
Podczas remontu w latach 2012/2013 odnalezione zostały przedmioty zamknięte w kopułce na szczycie wieży kościoła. Zawierała ona dokumenty dotyczące budowy kościoła, metrykę budowy, wykaz ofiarodawców oraz siedem monet z okresu budowy. Przedmioty zostały poddane restauracji. Wraz ze współczesnymi pieniędzmi, lokalną prasą, pocztówkami i listem do przyszłych parafian zostały zabezpieczone w dwóch metalowych tubach i przywrócone na dawne miejsce.
Siódmego listopada 2014 roku miały miejsce uroczystości odpustowe obchodzone wraz z 130. rocznicą poświęcenia kościoła. Uroczystą sumę odpustową koncelebrował ordynariusz diecezji opolskiej biskup Andrzej Czaja wraz z proboszczem ks. Norbertem Nowaińskim. W uroczystościach uczestniczył potomek fundatora budowy kościoła, książę Philipp zu Stolberg-Wernigerode.
W czerwcu 2021 roku gmina Kolonowskie wykonała prace oświetleniowe budynku kościoła. Wokół świątyni zamontowano dwanaście lamp zapewniających nocną iluminację zabytku.

## Wygląd i architektura

### Kościół z zewnątrz

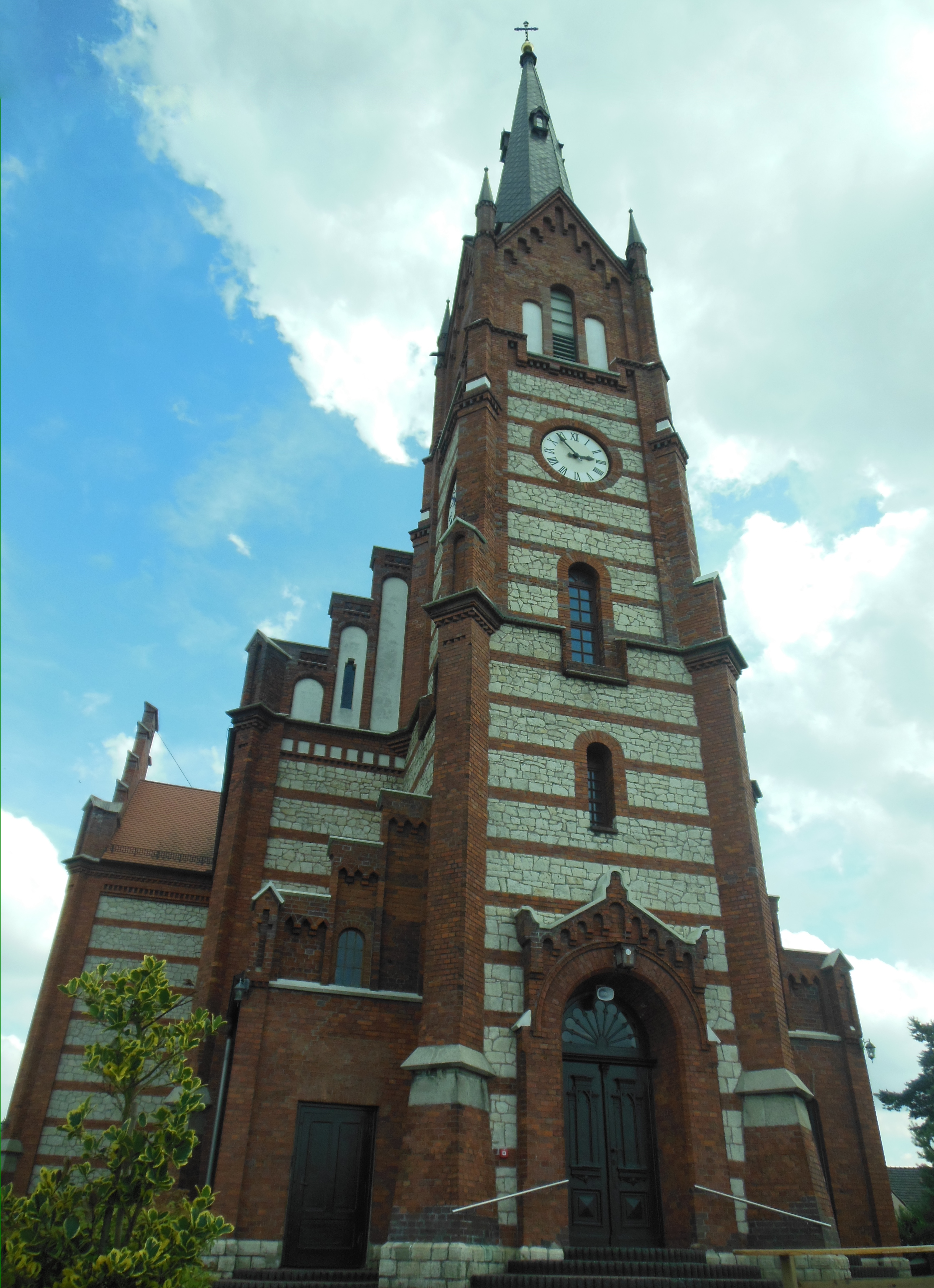
Wieża i główne wejście do kościoła

Kościół na planie krzyża łacińskiego orientowany jest w kierunku południowo-wschodnim. Posiada konstrukcję ceglaną, zaś elewację pokrywa zdobienie z płyt białego kamienia. W siedmiu głównych oknach w latach 1973–1974 zamontowano witraże autorstwa Jerzego Heinzela, z czego trzy położone w prezbiterium przedstawiają eucharystyczny kielich, chleb i ryby oraz wyobrażenie Trójcy Świętej w postaci Oka Opatrzności. W bryle kościoła umiejscowiona jest wysoka na ok. 50 metrów wieża zegarowa, pełniącą również funkcję dzwonnicy. U jej podstawy ulokowano główne, zachodnie, wejście do kościoła. Na szczycie wieży znajduje się 170-kilogramowy krzyż, oraz kopułka-kapsuła.

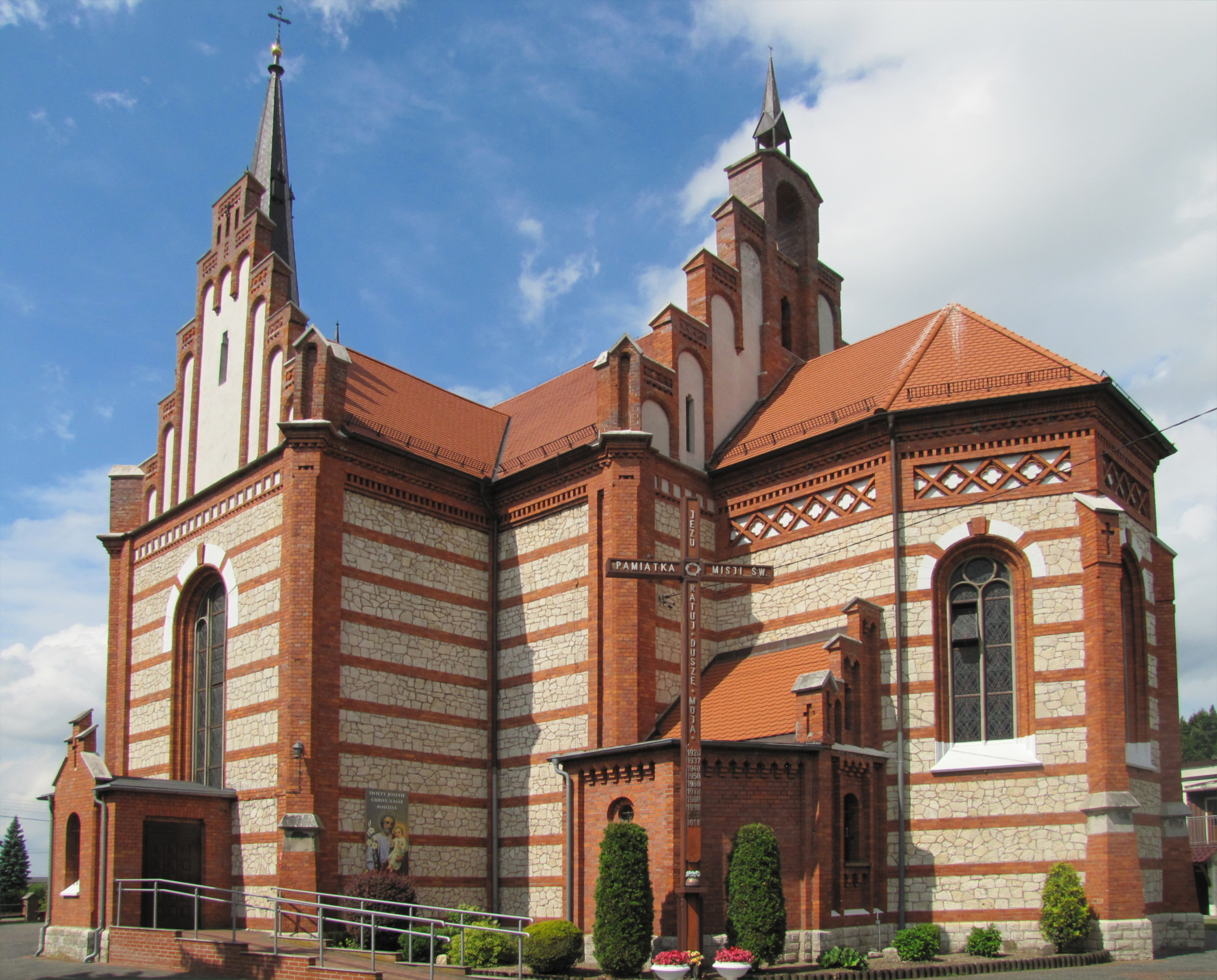
Widok na południową elewację kościoła z ulicy Kościelnej

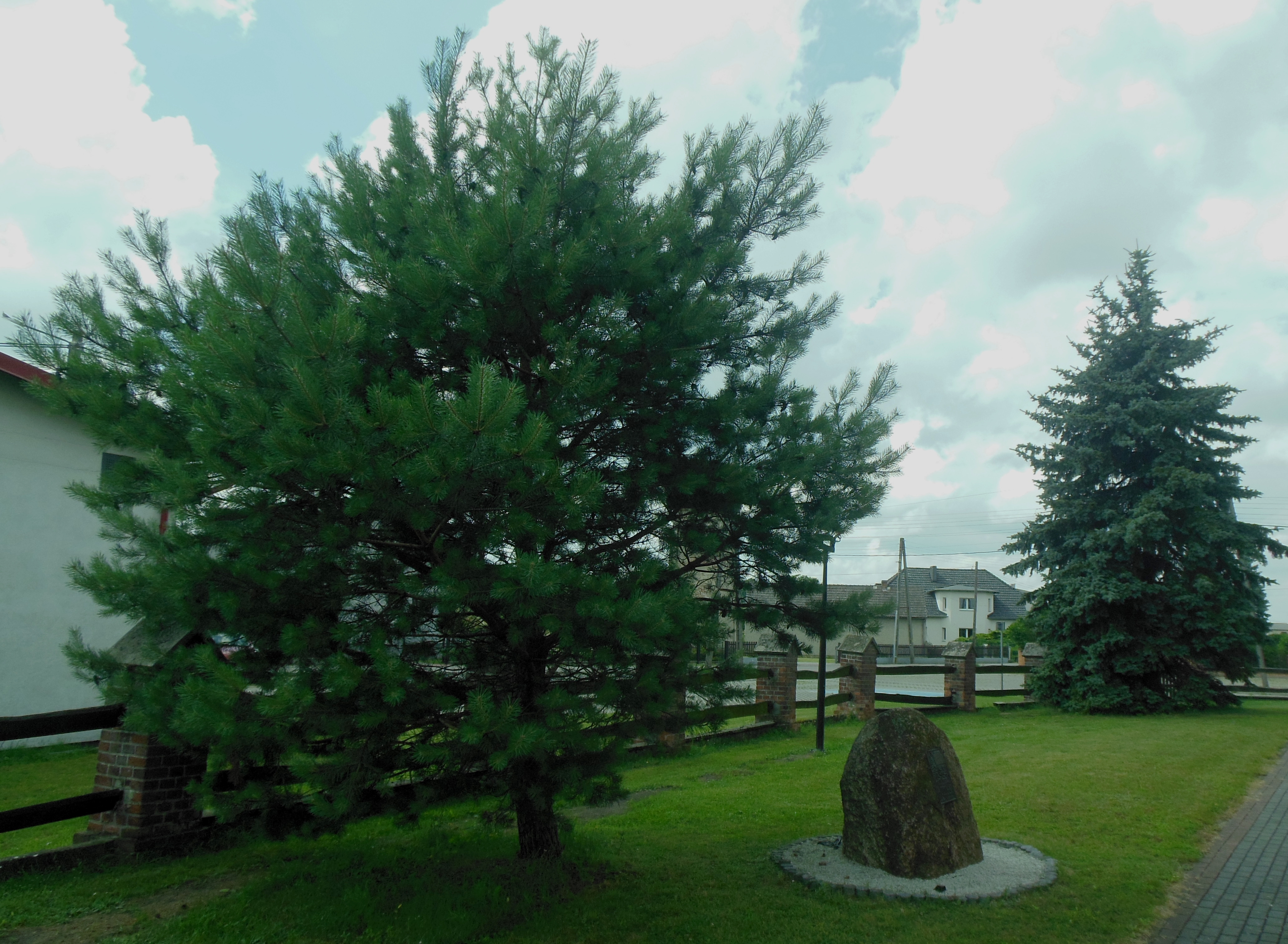
Sosna piska poświęcona przez papieża Benedykta XVI na 125 lat istnienia kościoła parafialnego

W otoczeniu kościoła znajdują się: krzyż misyjny, wymieniony w 1998 roku pęknięty dzwon „Karol”, miejsce pochówku księży oraz sosna piska wyhodowana z nasion poświęconych przez papieża Benedyka XVI na uroczystość stu dwudziestu pięciu lat istnienia kościoła.  

### Wnętrze kościoła
Budynek składa się z jednej nawy z transeptem i prezbiterium zamkniętego absydą oraz przedsionków i zakrystii. U głównego wejścia do kościoła znajduje się oparta na czterech drewnianych filarach galeria i chór z organami z 1884 roku. Sufit osłaniają zdobione kasetony z lat międzywojennych, przedstawiające wizerunki świętych: Cathariny, Elisabeth, Teresy, Jadwigi, Piotra, Pawła, Mateusza, Tomasza, Jakuba, Andrzeja, Joannesa, Aloisiusa, Tadeusza, Don Boscha oraz Conrada.
W prezbiterium umiejscowiony jest drewniany, neogotycki ołtarz główny z 1884 r., autorstwa stolarza Breitkopfa z Ujazdu, zawierający figury św. Anny i św. Urbana. Dziełem tegoż autora są także dwa ołtarze boczne dedykowane Najświętszej Marii Pannie i Najświętszemu Sercu Pana Jezusa oraz położona przy południowo-wschodniej ścianie transeptu drewniana ambona, 64 ławki i położone pod chórem konfesjonały.

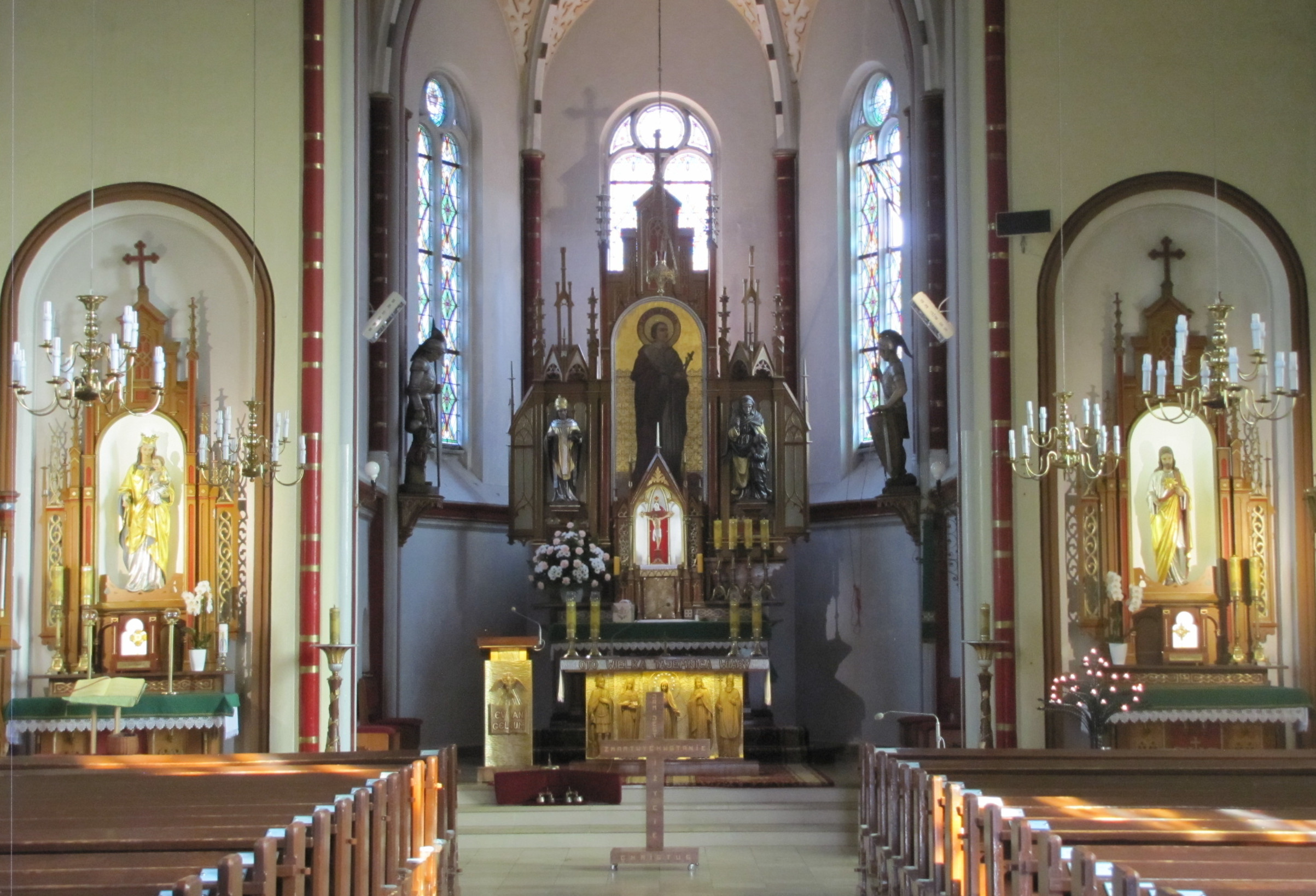
Ołtarz główny i boczne

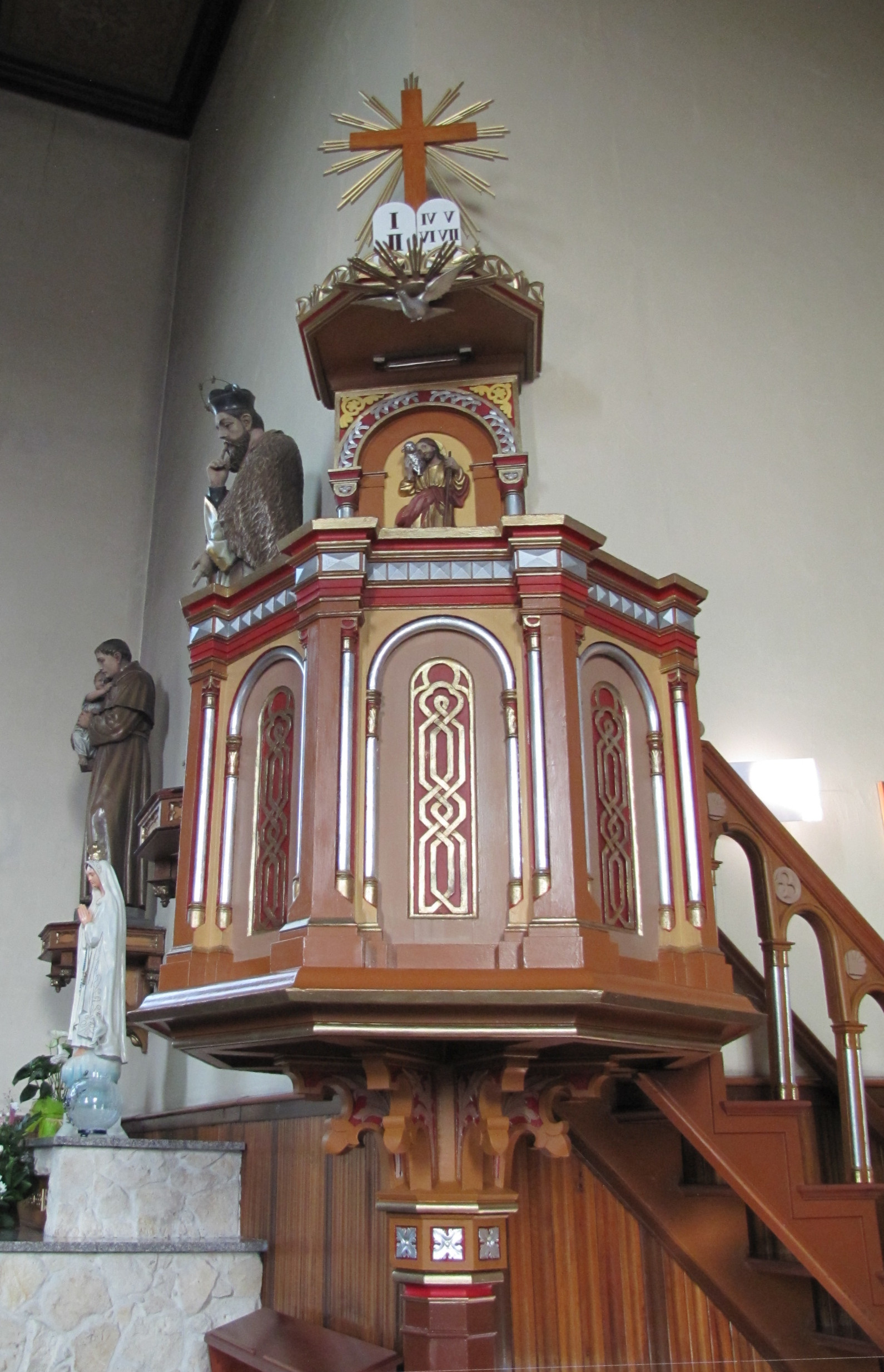
Ambona

W ołtarzu głównym znajduje się, wykonane przez Ferdynanda Winter, malowidło przedstawiające postać św. Karola Boromeusza w szatach kardynalskich z krzyżem w ręku. Wykonany przez Franciszka Masorza stół ołtarzowy zdobią płaskorzeźby Najświętszej Maryi Panny Łaskawej oraz patronów miejscowej ludności: św. Anny – patronki diecezji opolskiej, św. Urbana – patrona rolników, a ponadto św. Katarzyny – patronki kolejarzy oraz św. Floriana – patronującego hutnikom. Ambonkę przyołtarzową zdobi ponadto płaskorzeźba księgi Ewangelii i Ducha Świętego. W poszczególnych ołtarzach umiejscowione są relikwie: św. Karola Boromeusza, św. Jana Pawła II, podarowane na jubileusz w roku 2009 przez kardynała Stanisława Dziwisza, oraz relikwie św. Franciszka i św. Hiacynty Marto, sprowadzone w 2009 roku przez proboszcza Norberta Nowaińskiego.
Prócz figur ołtarzowych, również ściany kościoła zdobią rzeźby. Najstarsza, ocalona jeszcze z dawnego kościoła rzeźba Chrystusa Frasobliwego została uwzględniona w Katalogu Zabytków Sztuki w Polsce z 1961 roku. Cztery rzeźby o wysokości ok. 1,7 m, poświęcone w 1909 roku i umiejscowione na wschodnich ścianach transeptu, przedstawiają św. Franciszka, św. Józefa, św. Antoniego i św. Jana Nepomucena, których imiona nosili ponadto synowie fundatora Apoloniusza Zyzika. W północnym skrzydle transeptu znajduje się również rzeźba św. Marii. W prezbiterium umieszczono podobnej wielkości figury św. Jerzego oraz św. Floriana, obydwu w strojach nawiązujących do rzymskich żołnierzy. W nawie głównej znajduje się figura św. Judy Tadeusza, wykonana przez Egona Schiffera. W kościele umiejscowione są również wizerunki św. Ojca Pio, św. Jana Pawła II oraz kopia obrazu Jezusa Miłosiernego. Kościół posiada czternaście płaskorzeźbowych stacji Drogi Krzyżowej w formie tablic naściennych. W okresach świątecznych, w południowym skrzydle transeptu umieszczany jest symboliczny Grób Pański, jak i szopka bożonarodzeniowa.